# Білицький професійний ліцей
Білицький професійний ліцей — державний професійно-технічний навчальний заклад другого атестаційного рівня в місті Білицьке.

## Історія
Заснований в 1954 р. як гірнича-промислова школа. Перший директор О. В. Вінніков (1954—1957). В 1957 р. ГПШ переіменовано в будівельне училище № 39 директор І. С. Єлізаров.
У 1961 будівельне училище переіменовано в професійно технічне училище № 83. У різні роки його директорами працювали: В. Ф. Авраменко, В. І. Крамчанінов, Н. Г. Горобченко, В. М. Худолей.
1 вересня 2004 р. ПТУ № 83 реарганізовано в Білицький професійний ліцей. Директором ліцею з 2004 р. Л. І. Басова
11 травня 2016 року  учні Державного навчального закладу «Білицький професійний ліцей» приєдналися до глобальної акції  #FreeSavchenko на захист Надії Савченко, яку утримують у російській в`язниці.

## Відомі випускники
За 54 роки існування навчальний закладу підготовлено більш 19 тисяч працівників різних спеціальностей: проходників, робітників очисного вибою, машиністів шахтних машин і механізмів, машиністів врубмашин, монтажників, мулярів, малярів штукатурів, бетонщіків, теслярів, сантехніків, кухарів, кондитерів, продавців.
- Володимир Швецов — учасник бойових дій в Афганістані, кавалер ордена Червоної зірки.